# Associazione studi e ricerche per il Mezzogiorno
SRM è un Centro Studi nato nel 2003 a Napoli con l'obiettivo di realizzare analisi e approfondimenti che migliorino la conoscenza del territorio sotto il profilo infrastrutturale, produttivo e sociale, e contribuiscano allo sviluppo del Mezzogiorno in una visione europea e mediterranea. SRM ha ereditato dall'ufficio studi del Banco di Napoli - costituito nel 1931 - un consolidato know-how nell'analisi delle dinamiche economiche del Mezzogiorno e ha attuato negli anni una politica di internazionalizzazione delle proprie ricerche. I suoi soci fondatori sono quattro banche del Gruppo Intesa Sanpaolo, una fondazione ex-bancaria (Istituto Banco di Napoli - Fondazione) e la Compagnia di San Paolo. Attualmente il Presidente di SRM è Paolo Scudieri e il Direttore Generale è Massimo Deandreis.

## Studi e Ricerche
SRM è un Centro Studi collegato al Gruppo Intesa Sanpaolo specializzato nell'analisi delle dinamiche economiche regionali, con particolare attenzione al Mezzogiorno. In tale ambito svolge studi e ricerche monitorando l’andamento dei settori produttivi, indagando gli scenari economici e finanziari, i processi di interdipendenza e di internazionalizzazione, nonché il valore economico del Terzo Settore.
SRM pubblica studi e ricerche declinati in tre tipologie di prodotti editoriali: ricerche monografiche, rapporti periodici e riviste.
- Dal 2003 ad oggi SRM ha svolto un’intensa attività di pubblicazione di ricerche su temi connessi all’analisi ed al monitoraggio di settori e filiere del nostro sistema produttivo: automotive, aeronautico, aerospazio, agroalimentare, farmaceutico, tessile, turismo, idrico, energie rinnovabili e tanti altri.
- Nell'ambito dei rapporti periodici, SRM ha una linea di report realizzati in collaborazione con altri Istituti: il rapporto semestrale "Check up Mezzogiorno"[4] insieme a Confindustria; il Rapporto "La Finanza Territoriale in Italia", in collaborazione con IRES, IRPET, Eupolis Lombardia, IPRES e Liguria Ricerche; e il Rapporto sull’apertura internazionale delle regioni italiane, in collaborazione con la Direzione Studi e Ricerche di Intesa Sanpaolo. SRM pubblica inoltre l'Osservatorio Giovani Imprenditori e il Bollettino Mezzogiorno.
- SRM cura tre riviste. Dal 2004 cura la rivista internazionale, Rassegna Economica[5], fondata nel 1931 dal Banco di Napoli. Dal 1993 edita la rivista bimestrale Dossier Unione Europea[6] che ha lo scopo di monitorare le politiche europee e il loro impatto sulla dimensione economica del Mezzogiorno. Dal 2016 SRM pubblica anche i Quaderni di Economia Sociale, rivista semestrale sul tema del nonprofit e della solidarietà sociale realizzata insieme alla Fondazione con il Sud e con la collaborazione di Banca Prossima (Gruppo Intesa Sanpaolo), nata come rapporto periodico nel 2012.

SRM ha inoltre attivato due osservatori permanenti rispettivamente sulla Maritime Economy e sulle relazioni economiche con il Mediterraneo, monitorando da una parte l’impatto economico del settore della logistica e dei trasporti marittimi e dall'altra le dinamiche dell’interscambio economico tra Italia/Mezzogiorno e i paesi mediterranei. L’Italia, con le sue regioni meridionali, riveste infatti un naturale ruolo di ponte economico e logistico tra l’Europa e la sponda Sud del Mediterraneo, dove passano le grandi rotte commerciali marittime da e verso l’Asia e l’America.

## Osservatorio Maritime Economy
Maritime Economy è un progetto creato da SRM nel 2014 con l’obiettivo di istituire un osservatorio permanente sull’economia marittima, area di studio consolidata negli anni da SRM che dispone da tempo di una struttura di ricercatori dedicata a seguire il tema. Numerosi sono infatti i lavori svolti da SRM sui temi del Trasporto Marittimo, della Logistica, della Portualità sull’Italia e il suo Mezzogiorno.
Per SRM è infatti necessario investire nei settori in cui l’economia italiana ha un know-how consolidato e storico, e ciò vale in particolare per il comparto marittimo inteso come anello fondamentale di una catena logistica integrata. Un trasporto marittimo efficiente ed efficace è volano di internazionalizzazione, di innovazione, di investimenti in infrastrutture e, non ultimo di occupazione e crescita del PIL. Perciò, esso è stato, è attualmente e sarà anche in futuro uno dei driver dello sviluppo della nostra economia.
L'Osservatorio Maritime Economy si sostanzia nel sito web http://www.srm-maritimeconomy.com/ (nella doppia lingua inglese e italiano) ricco di analisi e studi sul tema del trasporto marittimo visto da diverse angolazioni: dal lato imprenditoriale (ad esempio lo shipping), dal lato infrastrutturale (i porti), dal lato settoriale e territoriale (ad esempio con approfondimenti sulle strategie del trasporto marittimo adottate in altri Paesi). Ogni anno viene pubblicato il Rapporto "Italian Maritime Economy" che rappresenta il frutto di ricerche e di missioni di studio all'estero. Il Rapporto, oltre alle analisi elaborate dai ricercatori di SRM, vanta firme internazionali del settore.
SRM nel corso delle sue attività di ricerca sull’economia marittima ha costruito numerose “reti” composte da soggetti di varia natura – associazioni di categoria, imprese, infrastrutture, istituzioni – che a diverso titolo forniscono valore aggiunto alle ricerche ed ai lavori svolti. SRM ha inoltre firmato il 13 dicembre 2016 a Shanghai il Cooperation Agreement denominato “Global Shipping Think Tank Alliance”. Si tratta di una partnership promossa dallo Shanghai International Shipping Institute (SISI) uno dei più importanti centri di ricerca cinesi e mondiali in materia di portualità, shipping e logistica. L’Agreement, coinvolge, i più prestigiosi istituti di ricerca sull’economia marittima di Cina, Giappone, Stati Uniti, Singapore, Corea del Sud, Germania e Regno Unito. SRM è stato l’unico centro studi italiano e uno dei tre europei a diventare partner dell’iniziativa che è stata sottoscritta con l’obiettivo di realizzare studi congiunti sul trasporto marittimo, scambiare metodologie di ricerca e analisi, proporre policy ai decisori pubblici per lo sviluppo di infrastrutture portuali e logistiche, attuare incontri per discutere e dibattere i trend economici dei settori collegati al mare.
Con questo accordo SRM rafforza la sua capacità di analisi e di previsione sui trend dell’economia marittima e sulle dinamiche dell’industria dello shipping e della logistica portuale, allargando il campo delle collaborazioni con centri studi economici internazionali come quelli con la Kühne Logistics University di Amburgo, l'University of Antwerp e l'Erasmus University Rotterdam, riconosciute a livello mondiale nel campo della maritime economy.

## Osservatorio Energy & MED
L'Osservatorio Permanente sulle relazioni economiche tra l’Italia e il Mediterraneo è un progetto realizzato da SRM e nato grazie al sostegno e al contributo della Compagnia di San Paolo con lo scopo di monitorare e studiare le dinamiche e l’impatto delle relazioni economiche tra l’Italia (ed in particolare il Mezzogiorno) e il Mediterraneo.
SRM ha inaugurato questo nuovo campo di attività di ricerca nel giugno 2011, con un dipartimento di due ricercatori e lo sviluppo di una rete di collaboratori esterni. SRM sviluppa anche una forte rete di relazioni con altri Centri nazionali ed internazionali di ricerca sul Mediterraneo. L’Osservatorio analizza in particolare due aree geografiche – l’area Southern Med (Marocco, Algeria, Tunisia, Libia ed Egitto) e l’area Eastern Med (Israele, Libano, Siria e Turchia) – indagando i rapporti di tipo commerciale, finanziario, infrastrutturale, imprenditoriale ed energetico, con particolare attenzione agli indicatori che descrivono l’andamento del business realizzato dall’Italia con questi Paesi. L’area Adriatic Med (Albania, Bosnia-Erzegovina, Serbia, Kosovo e Montenegro) è indagata separatamente. Dal 2015 l’analisi è stata estesa ai Paesi del Golfo (Bahrein, Kuwait, Oman, Qatar, Arabia Saudita, Emirati Arabi Uniti).
SRM MED rappresenta, quindi, un laboratorio permanente che si sviluppa interamente sul sito web http://www.srm-med.com/; alla fine di ogni anno di attività di ricerca l’Osservatorio Mediterraneo dà vita al “Rapporto annuale sulle relazioni economiche tra l’Italia e il Mediterraneo”, disponibile online e stampato anche in formato cartaceo, che descrive il quadro complessivo dei rapporti economici tra Italia/Mezzogiorno e Mediterraneo.
La piattaforma online offre contenuti costantemente aggiornati sulle dinamiche economiche che interessano il Mediterraneo: dati, documenti, approfondimenti e interviste con soggetti che ricoprono ruoli strategici nel contesto economico dell’area. Inoltre, il sito web offre un servizio informativo con notizie relative ad imprese operanti nei paesi del Mediterraneo, alle evoluzioni del mercato, alle innovazioni legislative e alle politiche europee.

## Premi e riconoscimenti
SRM ha ricevuto nel 2010 il Premio internazionale Guido Dorso. La targa, consegnata dal Presidente della Repubblica, è destinata ad una istituzione scientifico - culturale del Mezzogiorno.  È stata assegnata all'Associazione “a riconoscimento dell'intensa e qualificata attività svolta per una più approfondita conoscenza del territorio meridionale”.